# شهرستان بویل (کنتاکی)
شهرستان بویل، کنتاکی (به انگلیسی: Boyle County, Kentucky) یک سکونتگاه مسکونی در ایالات متحده آمریکا است که در کنتاکی واقع شده‌است.